# ويليام ساندرز (إحصائي)
ويليام ساندرز (بالإنجليزية: William Sanders)‏ هو إحصائي أمريكي، ولد في 26 أبريل 1942، وتوفي في 16 مارس 2017.